# Jean-François Joseph Lecointe
Pour les articles homonymes, voir Lecointe.
Jean-François Joseph Lecointe est un architecte français, né le 21 juillet 1783 à Abbeville et mort le 9 avril 1858 à Versailles. Après avoir été élève de l'École spéciale d'architecture, il travailla à la restauration de la salle Favart avec Jacques Hittorff, en 1823. Il fut l'architecte du roi de Louis XVIII et de Charles X.
Sa tombe se trouve au cimetière Notre-Dame de Versailles.

## Sources
- Dictionnaire prosopographique